# A
A هو الحرف الأول من أبجدية أيزو اللاتينية الأساسية وهو أيضًا أول حروفها المصوته أو اللينة، إذا جاء الحرف اللاتيني (A) في أول الكلمة يلفظ كما تلفظ همزة القطع العربية، مثل الحرف اليوناني القديم ألفا (Alpha) الذي اشتُق منه، أما إذا جاء في وسط أو آخر الكلمة نطق ألفا مفخمة نحو (قال)، (طال)، (ضال) ولكنها تكون قصيرة غير ممدودة. لكل حرف لاتيني شكلان، شكل يُسمى «الشكل العالي» ومعناه «الشكل الكبير والاستهلالي»، وشكل آخر يسمي «الحرف الصغير»، شكل الحرف اللاتيني العالي الكبير تقريبا كضلعي مثلث ويقطعهما في منتصفها خط أفقي قصير كما هو مبين في عنوان المقالة.
كان الساميون الذين عاشوا 1500 ق.م. قد ادخلوا هذا الحرف إلى لغتهم من الكتابة الهيرغليفية لغة المصريين القدماء. بعدها أدخله الإغريق إلى لغتهم وأسموه ألفا، وآخرهم الرومان اللذين عدلوا على شكل الحرف سنة 114 ميلادي ليصبح شكله ما نعرفه اليوم.

## التاريخ
أقرب الأصول المؤكدة للحرف اللاتيني "A" هو الحرف  ، الحرف الأول من الألفباء الفينيقية  (وهو بكونه نظام كتابة يتألف بالكامل من حروف ساكنة، فالصحيح أن يطلق عليه الأبجد الفينيقي بدلا من الألفباء). حرف الألف الفينيقي بدوره قد يكون أصله راجع الي رسم فكري لصورة رأس ثور في الكتابات السينائية الأولية ، والتي تأثرت بهيرغليفيات مصرية لها شكل رأس مثلثي له قرنان ممدودان.
| الهيروغليفية المصرية كرأس بقرة. 3000 ق.م. | السامية القديمة كرأس بقرة بزوايا 1500 ق.م. | الألف الفنيقية 1000 ق.م. | ألفا أول حرف في الاغريقية 600 ق.م. | A الرومانية 114 ميلادية |

للحرف شكلان كبير (A) وصغير (a)، ويعتبر أكثر ثالث حرف إستعمالاً في المطبوعات الإنجليزية مثل الكتب والصحف، وغيرها. يستعمل الحرف في المدارس الغربية للدلالة على أعلى معدل يصل إليه الطالب في امتحان أو وظيفة معينة. وقد تستعمل معه اشارتي + و- عند وجود فروقات بعضها أفضل من بعض. حرف a في اللاتينية كاختصار لكلمة ante بمعنى قبل، مثل كلمة a.m. وهي اختصار لكلمة Ante Meridien أي قبل الظهر. a أو an يستعملان في الإنجليزية قبل الاسم أو الصفة للدلالة على شيء واحد.

## الاستعمال الاصطلاحي

### فياللغات الطبيعية
يكتب حرف A بعدة اشكال باللاتينية المطورة ليستوعب الكثير من اللغات وطرق كتابته.
- في الطب يقصد بحرفي A+ وA- نوع من الدم.
- في الدراسة يدلّ حرف A درجة امتياز.
- يدل حرف A على الشيء المعتبر أولاً في الرتبة أو الطبقة.
- يُستعمل حرف A وصفاً لشيء هيئته تشبه A.
- يُستعمل حرف A قبل الكلمات المفردة بمعنى الفردية، a book كتاب واحد.
- يُستعمل حرف A قبل الكلمات المفردة للدلالة على التنكير.
- يُستعمل حرف A بمعنى «كُل»، كقولهم twice a month مرتين كل شهر.[7][8]

### في اللغات الاصطناعية

#### في اللغات البرمجية
في لغة تأشير النص الفائق يستعمل <a> وسما أساسيا لإدراج الوصلات التشعبية، وهو اختصار لكلمة أنكور Anchor. وهذا الوسم لا يعمل وحده بل يتطلب إضافة خصائص معينة.